# يونغ تشانغ (كاتبة)
تشونغ تشانغ (بالإنجليزية: Jung Chang)  (مواليد 25 مارس 1952)، هي كاتبة وروائية وكاتبة سير ذاتية ومؤرخة، بريطانية، ولدت في ييبن بالصين. تُعد كتبها من الأكثر رواجا في العالم، تُرجمت إلى أكثر من أربعين لغة.

## حياتها
وُلدت عام 1952 في ييبن بالصين، كانت حرساً أحمر لفترة قصيرة وهي في الرابعة عشرة من عمرها، ثم عملت مزارعة و«طبيبة حافية» وعاملة فولاذ وكهربائية ثم طالبة تدرس اللغة الانكليزية، ثم مساعدة محاضر في جامعة سيشوان. غادرت الصين الى بريطانيا في عام 1978، حيث نالت شهادة الدكتوراه في اللسانيات في عام 1982 من جامعة يورك. وبذلك تكون أول صينية تنال شهادة الدكتوراه في جامعة بريطانية.

## من مؤلفاتها المترجمة الى اللغة العربية
- رواية: «بجعات برية: دراما الصين في حياة نساء ثلاث 1909-1978».
- رواية: «‫الأخوات الثلاث: نساء مميزات رسمن تاريخ الصين الحديث‬».
- كتاب: «ماوتسي تونغ: القصة المجهولة‬».

## وصلات خارجية
- تشونغ تشانغ على موقع IMDb (الإنجليزية)
- تشونغ تشانغ على موقع مونزينجر (الألمانية)